# Museo storico della Guardia di Finanza
Il Museo storico della Guardia di finanza è uno spazio espositivo situato a Roma e dedicato alla storia della Guardia di Finanza.

## Storia
Il museo fu istituito il 5 luglio 1937 e inizialmente allestito all'interno della caserma "Piave" di Roma. Nel 1960 fu spostato nell'adiacente complesso di piazza Armellini (quartiere Nomentano), sua sede attuale. Il trasferimento si era reso necessario per consentire l'ampliamento dello spazio espositivo.

## Le esposizioni
Le collezioni sono formate da armi, divise militari dei finanzieri (databili dal 1774 al 1940), fotografie, medaglie, documenti e trofei sportivi conquistati dagli atleti appartenenti alla Guardia di Finanza. 
Tra i cimeli più importanti conservati al museo ci sono il fucile che sparò il primo proiettile nella prima guerra mondiale (esploso da un finanziere nella notte tra il 23 e il 24 maggio 1915 durante un'operazione finalizzata a impedire agli austriaci di far detonare un ponte sul torrente Judrio), alcune medaglie d'oro al valor militare assegnate a finanzieri nel primo conflitto mondiale, reperti legati alla campagna dell'Africa Orientale e, più in generale, alle operazioni militari della seconda guerra mondiale, oltre che alcuni cimeli risalenti alla Resistenza italiana.

## Sezioni distaccate
Il museo storico ha 5 sezioni distaccate:
- Museo del Servizio Aereo di Pratica di Mare (Roma)
- Museo della Scuola Alpina di Predazzo (Trento)
- Museo Scuola Nautica di Gaeta (Latina)
- Sala Baschi Verdi di Orvieto (Terni)
- Legione Allievi di Bari (Bari)